# Kore (Mond)
Kore (auch Jupiter XLIX) ist einer der kleineren Monde des Planeten Jupiter.

## Entdeckung
Kore wurde am 8. Februar 2003 von Astronomen der Universität Hawaii entdeckt. Der Mond wurde entsprechend der Systematik der Internationalen Astronomischen Union (IAU) vorläufig als S/2003 J 14 bezeichnet und erhielt 2007 den Namen Kore nach einem Alternativnamen der Persephone. 

## Bahndaten
Kore umkreist Jupiter in einem mittleren Abstand von 24.543.000 km in 779,2 Tagen. Die Umlaufbahn weist eine Exzentrizität von 0,325 auf. Mit einer Neigung von 145,0° ist die Bahn retrograd, d. h., der Mond bewegt sich entgegen der Rotationsrichtung des Jupiter um den Planeten. 
Aufgrund ihrer Bahneigenschaften wird Kore der Pasiphae-Gruppe, benannt nach dem Jupitermond Pasiphae, zugeordnet.

## Physikalische Daten
Kore besitzt einen Durchmesser von etwa 2 km. Ihre Dichte wird auf 2,6 g/cm³ geschätzt. Sie ist vermutlich überwiegend aus silikatischem Gestein aufgebaut und weist möglicherweise eine sehr dunkle Oberfläche mit einer Albedo von 0,04 auf, d. h., nur 4 % des eingestrahlten Sonnenlichts werden reflektiert.